# Palestyński Islamski Dżihad
Palestyński Islamski Dżihad (arab. ‏حركة الجهاد الإسلامي في فلسطين‎) – palestyńska organizacja paramilitarna i terrorystyczna o profilu islamistycznym.

## Historia
Powstał w 1979 roku jako odnoga Egipskiego Dżihadu. Twórcami organizacji byli studenci palestyńscy w Kairze – Fathi Szikaki, Abdul Aziz al-Awda i Bazir Moussa. Formacja, choć powstała w Egipcie, nie rozpoczęła tam szerszej działalności. Przywódcy grupy zostali deportowani z Egiptu po zamachu, jaki Egipski Dżihad przeprowadził na prezydenta Anwara as-Sadata. Liderzy ruchu trafili do Strefy Gazy, gdzie udało się im pozyskać rozłamowców z Bractwa Muzułmańskiego i al-Fatahu, oraz byłych członków różnych grup lewicowych i nacjonalistycznych.
PID od początku lat 80. wzywał do prowadzenia walki z Izraelem. W 1984 roku główny ideolog PID, al-Awda został za to aresztowany przez Izraelczyków i skazany na 11 miesięcy pozbawienia wolności.
Co najmniej od 1986 roku formacja zaangażowała się w terroryzm. Ruch był odpowiedzialny za akty przemocy wymierzone zarówno w cywili, jak i wojskowych. Strategia walki przyjęta przez PID obejmowała: porwania, zamachy bombowe, ataki z użyciem granatów ręcznych, stosowanie samochodów-pułapek i zamachy z wykorzystaniem zamachowców-samobójców, sporadycznie członkowie grupy atakowali z użyciem broni białej.
W 1987 roku jego struktury zaangażowały się w pierwszą intifadę.
Na początku lat 90. dołączył do obozu krytyków porozumienia z Oslo. W 1993 roku formacja włączyła się do koalicji Połączone Siły Palestyńskie, grupującej najbardziej radykalne frakcje palestyńskiego ruchu oporu.
Od 1994 roku blisko współpracuje z Hamasem, z którym to niejednokrotnie przeprowadzał operacje terrorystyczne.
W 1995 roku Fathi Szikali został zabity na Malcie, zabójstwo przypisywane jest agentom Mosadu. Szikali powszechnie uchodził za przywódcę PID. Szikali został zastąpiony przez Ramadana Abd Allaha Szallaha. Nowy lider PID okazał się nie być dobrym strategiem, a pod jego rządami wpływy ugrupowania zmalały.
W 1996 roku ogłosił bojkot wyborów do Palestyńskiej Rady Legislacyjnej. W tym samym roku służby Autonomii Palestyńskiej aresztowały kilkunastu działaczy formacji i nakazały wstrzymanie wydawania pisma PID „al-Istiqlal”.
Od 2000 roku członkowie PID (indywidualnie) przynależą do Ludowych Komitetów Oporu i Brygad Salah al-Din.
W 2000 trakcie intifady Al-Aksa jego aktywiści weszli do sojuszu z Palestyńskimi Siłami Narodowymi i Islamskimi. W trakcie powstania organizacja przeprowadziła serie zamachów terrorystycznych, których duża część wymierzona była w izraelskich cywilów.
Jego działacze wystartowali w wyborach lokalnych w Autonomii Palestyńskiej w 2005 roku. Kilku z nich zostało wybranych do rad miejskich w miejscowościach w Strefie Gazy.
Zbojkotował wybory parlamentarne w Autonomii Palestyńskiej w 2006 roku.
W latach 2008–2009 w trakcie operacji Płynny Ołów uczestniczył w walkach z izraelską armią w Strefie Gazy.
W listopadzie 2012 roku bojownicy PID ponownie starli się z izraelską armią w Strefie Gazy, tym razem w ramach operacji Filar Obronny.
Latem 2014 roku organizacja wzięła udział w walkach z izraelskim wojskiem w Strefie Gazy w trakcie operacji Ochronny Brzeg.

## Wybrane ataki terrorystyczne przeprowadzone przez grupę
- 16 października 1986 roku dwóch terrorystów obrzuciło granatami ręcznymi kadetów izraelskiej armii w Jerozolimie. Jedna osoba zginęła, a 68 innych zostało rannych[1].

- W sierpniu 1987 roku bojownik zabił kapitana Rona Tala, szefa żandarmerii wojskowej w Strefie Gazy[13].

- 4 lutego 1990 roku terroryści ostrzelali w Kairze busa z izraelskimi turystami. Zginęło 11 osób, a 17 zostało rannych[1].

- 29 marca 1990 roku organizacja przeprowadziła ostrzał rakietowy terytorium Izraela z obszaru Jordanii. Terroryści użyli pocisków typu Katiusza. W ataku nikt nie ucierpiał[1].

- 28 maja 1990 roku bojownicy podłożyli bombę pod bar w Jerozolimie. Zginęła jedna osoba[1].

- 7 czerwca 1990 roku aktywiści umieścili bombę w jerozolimskim centrum handlowym. Jedna osoba zginęła[1].

- 3 października 1990 roku działacze obrzucali granatami ręcznymi komisariat policji w Jerozolimie. 7 osób zostało rannych[1].

- 4 października 1993 roku terrorysta zdetonował ładunek wybuchowy nieopodal autobusu miejskiego w Aszdod. Nikt nie zginął, 30 osób zostało rannych[1].

- 9 października 1993 roku terroryści z PID i Ludowego Frontu Wyzwolenia Palestyny zastrzelili dwóch Izraelczyków w Wadi Kelt[1][13].

- 17 listopada 1993 roku ekstremista zasztyletował w kawiarni w Gazie sierżanta izraelskiej armii[1].

- 25 listopada 1990 roku snajper z PID ostrzelał izraelską kolumnę wojskową nieopodal Rafah. Czterech żołnierzy zginęło, a 26 zostało rannych[1].

- 28 października 1991 roku bojownicy PID i Ludowego Frontu Wyzwolenia Palestyny zaatakowali izraelski autobus na Zachodnim Brzegu. W ataku zginęły dwie osoby, a trzy zostały ranne[1].

- 15 stycznia 1993 roku ekstremiści ostrzelali z karabinów ludzi na przystanku autobusowym w Tel Awiwie. W zamachu jedna osoba zginęła, cztery inne zostały ranne[1].

- 9 października 1993 roku terroryści z PID i Ludowego Frontu Wyzwolenia Palestyny zastrzelili dwóch Izraelczyków w Wadi Kelt[1].

- 5 grudnia 1993 roku bojówkarze zastrzelili w Holonie żołnierza izraelskiej rezerwy[13][1].

- 9 lutego 1994 roku terroryści porwali i zamordowali izraelskiego taksówkarza[13][1].

- 11 listopada 1994 roku w Netzarim zamachowca-samobójca zdetonował na sobie ładunki wybuchowe, zabijając tym samym trzech izraelskich oficerów i raniąc 9 innych wojskowych. Organizacja ogłosiła, że atak był zemstą za zabójstwo działacza PID Haniego Abeda, który zginął w zamachu zorganizowanym przez izraelskie służby[13][1].

- 22 stycznia 1995 roku bojownicy PID i Hamasu podłożyli dwie bomby na skrzyżowaniu w Beit Lid. W eksplozjach zginęło 18 izraelskich żołnierzy i jeden cywil, a 69 osób zostało rannych[14][1].

- 9 kwietnia 1995 roku ekstremiści przeprowadzili dwa samobójcze zamachy. Pierwszy atak miejsce miał w Netzarim, gdzie zginęło 8 Izraleczyków, a 30 innych zostało rannych. Kilka godzin później inny terrorysta wysadził się w Kefar Darom, raniąc 12 osób[1].

- 25 czerwca 1995 roku PID podłożył bombę w pobliżu izraelskiego obiektu wojskowego w Neve Dekalim. W eksplozji zginęła jedna osoba, a trzy zostały ranne[1].

- 4 marca 1996 roku terrorysta-samobójca zdetonował na sobie ładunek wybuchowy w Centrum Handlowym Dizengroffa w Tel Awiw-Jafa. Zginęło 20 osób, a 75 zostało rannych[1].

- 6 listopada 1998 roku dwójka terrorystów-samobójców zdetonowała się w Centrum Handlowym Mehane Yehuda w Jerozolimie. Zginęli jedynie napastnicy, rannych zostało 20 osób[1].

- 26 września 2000 roku zamachowiec-samobójca zdetonował na sobie ładunek wybuchowy w bazie wojsk izraelskich w Kisufim. Jedyną ofiarą zamachu był jego sprawca[1].

- 22 listopada 2001 roku ekstremiści zaatakowali w mieście Hadera. W wybuchu umieszczonego przez organizację samochodu-pułapki zginęły dwie osoby, a 55 innych zostało rannych[15].

- 12 sierpnia 2001 roku terrorysta-samobójca zaatakował kawiarnię w Kirjat Mockin. Zginął wyłącznie napastnik, rannych zostało 20 osób[16].

- 5 czerwca 2002 roku zamachowiec-samobójca przeprowadził zamach na autobus w Megiddo. Zginęło 18 osób, a 43 zostało rannych[17].

- 19 maja 2003 roku terrorystka-samobójczyni zdetonowała na sobie ładunki wybuchowe w centrum handlowym w Afuli. W wybuchu zginęły 4 osoby, a 70 zostało rannych[18].

- 17 kwietnia 2006 roku zamachowiec-samobójca wysadził się na dworcu autobusowym w Tel Awiw-Jafa. Zginęło 16 osób, a 60 zostało rannych[19].

## Struktury
Jest ruchem enigmatycznym, grupującym kilka frakcji działających pod wspólnym szyldem. Frakcje częściowo działają niezależnie od siebie, mają jednak wspólną ideologię. Na poziomie operacyjnym grupa składa się z komórek. Terroryści znają się wyłącznie w obrębie jednej komórki, ze względów bezpieczeństwa nie wiedząc przy tym co dzieje się wewnątrz pozostałych komórek. Sieciowa struktura ma utrudnić rozbicie i infiltrację ruchu przez Izraelczyków. Na czele PID jako całości stoi formalnie Rada Konsultatywna.
Większość struktur PID znajduje się w Strefie Gazy i Libanie. PID posiada biura w Damaszku, Bejrucie, Teheranie i Chartumie.
W skład PID wchodzą lub wchodziły następujące frakcje:
- Palestyński Islamski Dżihad – odłam Szikakiego (lub Grupa Gazan) – dowódcą grupy był Szikaki, a następnie Szallah. Frakcja była szczególnie aktywna w trakcie intifady kamieni. Aktywiści utworzyli sieć kontaktów pomiędzy więźniami osadzonymi w Izraelu. Bojownicy Szikakiego werbowani byli z obozów dla uchodźców na południu Libanu i szkoleni byli przez Syryjczyków oraz libański Hezbollah. Obozy treningowe odłamu Szikakiego znajdowały się w dolinie Beeka w Libanie. Od czasu zabicia Szkikakiego, grupa określana bywa jako Palestyński Islamski Dżihad – odłam Szallaha[1].

- Islamski Dżihad – Jerozolima (określany też jako Ruch Islamskiego Dżihadu oraz Ruch Islamskiego Dżihadu dla Wyzwolenia Palestyny) – frakcja powstała prawdopodobnie już pod koniec lat 70. Twórcą grupy był szajch Asad Bajud Al-Tamimi. Według części badaczy Islamski Dżihad – Jerozolima miał być pierwotnie organizacją fundamentalistów wewnątrz al-Fatah. Frakcja w 1996 roku ogłosiła samorozwiązanie[1].

- Grupa Islamskiego Dżihadu (zwana też jako Islamski Dżihad – Odłam Ahmeda Muhanny) – jej założycielem był Ahmed Muhanna, renegat z al-Fatah. Muhanna w 1985 roku związał się z PID. Frakcja utrzymuje dobre relacje z rządem Syrii oraz organizacjami fedainów: al-Fatah, Ludowy Front Wyzwolenia Palestyny oraz Ludowy Front Wyzwolenia Palestyny – Główne Dowództwo[1].

- Brygady Jerozolimskie (zwane też jako Bataliony Jerozolimskie i Bataliony al-Quds) – początkowo zbrojne skrzydło grupy Islamski Dżihad – Jerozolima, następnie główny odłam wojskowy PID. Ich twórcą był Al-Tamimi. Powiązane z Hezbollahem[1].

- Brygady Islamskiego Dżihadu (zwane też jako Kompania Islamskiego Dżihadu w Palestynie, Brygady Islamu lub Szwadrony Islamskiego Dżihadu) – powstały w 1985 roku. Ich liderami byli rozłamowcy z al-Fatah: Ghazi Al-Husseini, Bassam Sultan, Marwan al-Kiali i Muhammad Hassan Bahes. Przywódcą duchowym Brygady Islamskiego Dżihadu był Munir Szafiq. Brygady powiązane były z jednostkami al-Fatah: Komitetem Studentów oraz Organizacją 77 Komitetów. Według Meira Hatina frakcja podlegała Chalilowi al-Wazirowi, pod którego okiem miała zostać sformowana[1].

- Organizacja Islamskiego Dżihadu – Brygady Al-Aksa – założona w 1990 roku przez Ibrahima Sarbala. Odpowiedzialna za szereg ataków na cele izraelskie na Zachodnim Brzegu Jordanu[1].

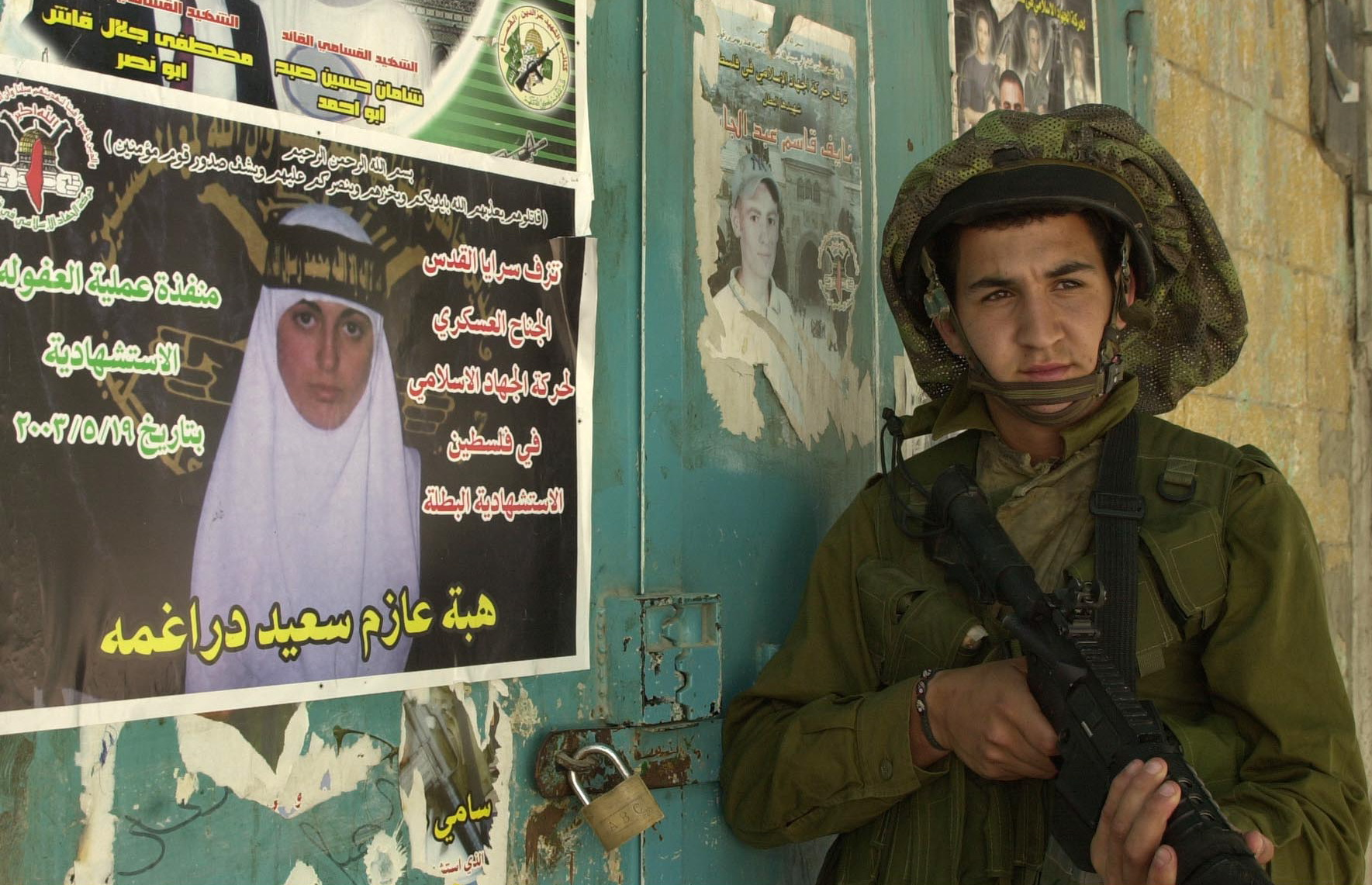
Żołnierz izraelski pozujący na tle plakatów propagandowych PID

- Islamski Dżihad – Palestyna – założony przez grupę więźniów palestyńskich osadzonych w Izraelu. Przywódca frakcji był Dżamal Amar, który od 1983 roku przebywał na wolności. Islamski Dżihad – Palestyna działał też w Egipcie, skąd jego członkowie zostali wydaleni za działalność antyrządową. Bazy formacji istniały też w Sudanie, gdzie mieszkał Amar. Grupa była szczególnie aktywna po ogłoszeniu porozumień z Oslo[1].

- Brygady Powrotu – ich dowódcą był Ghaleb Abdel Hafiz Abdel Kader Ikbarija, dawny współpracownik Jasira Arafata. Jedynie część źródeł klasyfikuje Brygady Powrotu jako frakcję PID, inne określają je jako odrębną formację lub odłam Ludowego Frontu Wyzwolenia Palestyny – Główne Dowództwo. Brygady utworzone zostały z inicjatywy irańskiego Korpus Strażników Rewolucji Islamskiej i Hezbollahu, a ich członkami zostali w większości dawni członkowie al-Fatah. Grupa działała na terenie Południowego Libanu i na Terytoriach Okupowanych. Ideologia Brygad stanowiła połączenie islamskiego fundamentalizmu i nacjonalizmu palestyńskiego. W trakcie intifady Al-Aksa członkowie Brygad związali się z nowo powstałymi organizacjami palestyńskimi: Brygadami Czarnego 13 Września i Zwiastunem[1].

- Rodzina Dżihadu – sformowana w 1980 roku. Jej przywódcą duchowym był szajch Abdullah Nimr Darwisz, przywódca wojskowym natomiast Ibrahim Abu Mukh. Rodzina Dżihadu działała na terytorium Izraela, a jej członkami byli Palestyńczycy z izraelskim obywatelstwem. Początkowo była formacją zbrojną. Działalności militarnej zaprzestała w lutym 1981 roku, kiedy to policja izraelska aresztowała 60 członków Rodziny Dżihadu[1].

## Liczebność
Według Wilhelma Dietla, Rolfa Tophovena i Kaia Hirschmanna liczy około 400 aktywnych bojowników. Według tychże autorów liczba sympatyków grupy wynosi tysiące osób w Palestynie, jak i poza nią. Jak wykazują badania opinii publicznej prowadzone na terenach palestyńskich, PID jest organizacją mającą marginalne poparcie społeczne. Członkowie PID rekrutowani są przede wszystkim w meczetach i na uniwersytetach Strefy Gazy.

## Wsparcie zagraniczne
PID otrzymuje wsparcie ze strony Syrii, Iranu i Hezbollahu. W trakcie intifady Al-Aksa o pomoc dla PID oskarżana była także Arabia Saudyjska.

## Ideologia
Ideologią PID jest islamizm i palestyński nacjonalizm. Sam PID określa się jako islamski ruch ludowy, którego celem jest niepodległa Palestyna.
PID wyznaje islam w wydaniu sunnickim, niemniej jednak jego korzenie sięgają szyickiego chomeinizmu i wzorców irańskiej rewolucji islamskiej. Według PID wyzwolenie Palestyny ma pociągnąć zmiany w całym świecie islamu (w kierunku fundamentalizmu) i przyczynić się do zjednoczenia świata arabskiego. Takie poglądy pozostają w opozycji wobec doktryny Bractwa Muzułmańskiego i Hamasu, które to sam PID uważa za nazbyt konserwatywne.
Niepodległa Palestyna według wzorców PID ma być teokratycznym państwem na wzór Islamskiej Republiki Iranu. Zdaniem przywódców formacji taki model („rządy przywódców religijnych”) winien zapanować we wszystkich krajach zdominowanych przez islam.
PID podobnie jak reżim Iranu uważa za wroga Izrael („Mały Szatan”) i Stany Zjednoczone Ameryki („Wielki Szatan”). Pierwsze z państw jest uznawane przez organizację na głównego wroga islamu i priorytetowy cel ataków. PID dąży do całkowitego zniszczenia państwa izraelskiego i wydalenia z obszaru Palestyny wszystkich Żydów.
Walka z Izraelczykami według doktryny PID ma przygotować cywilizację islamską do dżihadu i ostatecznej walki muzułmanów z „siłami apostazji”, czyli światem zachodnim, niemniej jednak grupa nie jest panislamska i nie mówi nic o budowie Ummy.
Choć uznawany jest za organizację ekstremistyczną, potępia najbardziej skrajne ruchy terrorystyczne islamu. Przywódcy PID potępili działalność Państwa Islamskiego i zamachy przeprowadzane przez członków wspomnianego ugrupowania.

## Jako organizacja terrorystyczna
Figuruje na listach organizacji terrorystycznych Australii, Departamentu Stanu USA, Kanady, Izraela, Unii Europejskiej i Wielkiej Brytanii.